# 金屬工業研究發展中心
財團法人金屬工業研究發展中心（英語：Metal Industries Research & Development Centre），簡稱金屬中心、金工中心、，成立於1963年10月，是台灣的一個非營利性財團法人研究機構，位於中華民國高雄市楠梓區，從事金屬及其相關工業所需生產與管理技術之研究發展與推廣，以促進台灣金屬二次加工及其相關工業升級，使其具備良好之國際競爭能力。

## 沿革
- 1963年10月，中華民國政府與聯合國特別基金會及國際勞工局會同訂立「金屬工業發展計畫」，於高雄市楠梓區成立「財團法人金屬工業發展中心」。
- 1968年10月，該計畫圓滿完成，移交給中華民國政府繼續運作，以促進台灣金屬工業之成長與發展。[1]
- 1969年3月，於原址增設研究部門，成立金屬工業研究所。
- 1973年3月，原所屬的金屬工業研究與聯合工業研究所、聯合礦業研究所合併成立「工業技術研究院」，該所隨後遷移至位於新竹縣竹東鎮的工業技術研究院中興院區。
- 1993年5月起，為加強研發技術更名為「財團法人金屬工業研究發展中心」。
- 2018年3月20日，「經濟部傳統產業創新加值中心」啟用。

## 研發主軸
- 快速/精微：模具、成形、材料、協同設計(軟體)、RP/RT等。
- 輕量化：輕合金(鎂、鋁、鈦)於鑄、鍛、銲處理之製程技術，如：
  - 鎂合金：壓鑄、成型(難成形問題)、處理(腐蝕問題)。
  - 鋁合金：接合(摩擦銲接)、成型。
  - 鈦合金：成型、處理。
  - 輕構件：管件液壓成形技術。
- 環保/綠色：環保材料(無鉛、無鉻)、洗淨(SCCO2)、資源再生等。
- 傳統金屬/機械產業高值化：FPD設備產業、醫療器材及照護產業、智慧型機器人、螺絲/螺帽(合金電鍍)、手工具、閥(衛浴/工業閥/光電/生醫)等。

## 組織架構[2]
- 董事長
  - 執行長
    - 副執行長（3位）

### 部門
- 產業升級服務處：技術與商務整合服務、檢測技術發展組、知識應用服務組、產業人力發展組
- 服務創新發展處：供應鏈整合推動、驗證、技術與檢測發展、產業創新服務組
- 智慧暨系統研發服務處：智慧技術發展、綠色能源技術發展、光機電技術發展組
- 能源與精敏系統設備處：精密機電、智慧系統、天然物創新應用、光電技術組
- 金屬製程研發處：熔鑄、金屬成形、銲接、金屬材料設備組
- 精微成形研發處：精微系統技術研發服務、精密成形系統、模具與精微加工、處理組
- 醫療器材研發服務處：醫療器材研發、複合醫材技術、醫療器材產業服務組
- 海洋科技產業創新服務處：海洋產業推廣服務“海洋職能科技發展、海洋技術研發組
- 產業化推動中心：產品開發試作、金屬結構系統、策略規劃與推動組
- 國防與航太產業發展籌備處
- 企劃推廣處：智財創值、專案、計畫管理、產業研究、國際合作組
- 行政管理處：財務、資訊、人事、總務、秘書組
- 會計處：帳審、綜計組
- 工業安全衛生室
- 稽核室

## 處所位置
- 高雄總部：高雄市楠梓區高楠公路1001號
- 經濟部傳統產業創新加值中心：高雄市楠梓區朝仁路55號
- 創新處：台北市信義路三段162-24號6樓
- 企廣處：台北市中正區重慶南路二段51號2樓
- 智發處：台中市西屯區工業區37路25號
- 醫電處
  - 路竹高雄園區(一期廠房)：高雄市路竹區路科五路88號
  - 路竹高雄園區(二期廠房)：高雄市路竹區路科二路55號5樓
- 專案辦公室(晶片小組)：台北市中正區愛國東路22號7樓
- 金屬科技研究中心：台南市國立成功大學自強校區科技大樓2樓
- 嘉義產業創新研發中心：嘉義市博愛路二段569號
- 閥製品檢驗中心：桃園市青山科學園區第843館
- 海洋科技產業創新專區：高雄市茄萣區崎漏里36鄰正大路500號

## 事件
執行長兼職爭議
第22、23屆執行長林秋豐被爆料長期佔據屏東科技大學教授職缺，以先「借調」後「研習」方式違法兼任年薪近500萬的金屬中心執行長與大強鋼鐵董座。經監察院查109年高達495萬8032元，其中光是各類獎金就多達230萬元，還包含各種獎金等不合法的名目。

## 外部連結
- 金屬工業研究發展中心 （页面存档备份，存于）